# Lycée Albert-Ier
Le lycée Albert-Ier (monégasque : Liçe̍ Albertu Imu), anciennement lycée de Monaco (monégasque : Liçe̍ de Mu̍negu), est un établissement secondaire public de la principauté de Monaco qui dispense des cours selon les directives de la direction française de l’Éducation nationale, de la Jeunesse et des Sports. Il est situé à Monaco-Ville, sur le Rocher, place de la Visitation.

## Historique[1]

### DuXVIIeauXXesiècle
Entre 1665 et 1675 est construit l’édifice qui était alors un couvent pour jeunes filles nobles, comme l’avait demandé la princesse Catherine-Charlotte de Gramont, épouse du prince souverain Louis Ier de Monaco. De nos jours, le cloître voûté témoigne encore de cette époque.
Pendant la Révolution française, l’ancien couvent est transformé en caserne pour les troupes sardes qui l’occuperont jusqu’au 18 juillet 1860 (fin du protectorat exercé sur la Principauté par le royaume de Sardaigne). Pendant dix ans, le bâtiment n’aura pas de fonction importante.
Le 31 mai 1870 est ouvert un collège dont les cours seront assurés par les Pères Jésuites italiens jusqu’en 1910.

### Le lycée de Monaco de 1910 à 1960
À Monaco, depuis 1860, se sont créés de nombreux établissements scolaires religieux (comme le Cours des Dames de Saint-Maur — école primaire toujours en fonction aujourd'hui — et les Frères des Écoles chrétiennes).
Afin de proposer une solution d’éducation laïque, le souverain de l'époque, le prince Albert Ier de Monaco (un éminent scientifique), décida d’y fonder le « lycée de Monaco » le 25 septembre 1910, dont les cours n’étaient destinés qu’aux garçons. Cette même année, il créa le Musée océanographique de Monaco, qui fait face au lycée.
Suivant le modèle français, le lycée présentera ses premiers candidats au baccalauréat (français) en 1913.
Le 4 novembre 1918, au sein du même édifice, est créé le cours secondaire pour jeunes filles.
Le tableau ci-dessous représente le nombre d’élèves en fonction des années :
| Date      | Effectif   |
| --------- | ---------- |
| 1913      | 200 élèves |
| 1916-1917 | 220 élèves |
| 1918      | 255 élèves |

À la veille de la Première Guerre mondiale, 362 élèves suivaient les cours de l'établissement, dont les nationalités étaient :
| Nationalité | Effectif   | Pourcentage |
| ----------- | ---------- | ----------- |
| Monégasque  | 50 élèves  | 14 %        |
| Française   | 237 élèves | 65 %        |
| Italienne   | 53 élèves  | 15 %        |
| Diverses    | 22 élèves  | 6 %         |

Cette progression sera constatée jusqu’en 1960.

### Après 1960
Pour le cinquantième anniversaire du lycée, le prince Rainier III de Monaco décida alors de renommer l’établissement « lycée Albert-Ier » en mémoire de son fondateur. Depuis cette année, une plaque est apposée à l’entrée de l’établissement qui commémore les différentes transformations qu'il a connues.
Le lycée comptait, en 1982, 1 320 élèves, car il accueillait les classes primaires et les collégiens. Dès 1983, les écoliers s'installèrent dans d'autres établissements créés pour l'occasion (environ 410 élèves). En 1989 est créé le « collège Charles-III » à l’Annonciade. De nombreuses modifications sont encore effectuées à partir de cette date :
- Surélévation : création des laboratoires de Sciences et de leurs annexes, ainsi que de la Terrasse, avec sa salle qui accueillera longtemps les cours de sport ;
- Création, au sous-sol, de la cafétéria qui permet à la totalité des effectifs (professeurs et élèves) d'y déjeuner ;
- Construction de la salle polyvalente.

À partir de 1989, le lycée accueille les classes de gestion (premières et terminales G), ainsi que des classes de BTS comptabilité et secrétariat.

### De nos jours
Le lycée Albert-Ier continue à dispenser des cours et a fêté son centenaire en novembre 2010. En 2024, le lycée compte 91 enseignants, 41 non-enseignants et 841 élèves.

## La bibliothèque Prince-Albert-II
Elle fut inaugurée en présence de la princesse Grace Kelly[Quand ?] et dispose de centaines de livres mis à disposition des élèves. Elle conserve de nombreux ouvrages anciens provenant de dons de particuliers et/ou d'entreprises, dont un exemplaire de l’encyclopédie de Diderot et d'Alembert.
Auparavant, elle était nommée Bibliothèque Prince-Albert, mais à la suite des festivités de commémoration pour le centenaire du lycée, qui se sont déroulées le 11 octobre 2010 en présence du prince Albert II de Monaco, elle a été renommée « Prince-Albert-II ».

## Anciens élèves
Par ordre chronologique des naissances :
- Léo Ferré (1916-1993)
- Enrico Braggiotti (1923-2019)
- Claude François (1939-1978)
- Dominique Strauss-Kahn (né en 1949)
- Wladimir Yordanoff (1954-2020), acteur
- Albert II de Monaco (né en 1958)
- Robert Calcagno (né en 1960)
- Stéphane Valeri (né en 1962)
- Christophe-André Frassa (né en 1968)
- Mélanie Astles (née en 1982)
- Louis Ducruet (né en 1992)
- Pauline Ducruet (née en 1994)
- Olivier Boscagli (né en 1997)
- Charles Leclerc (né en 1997)
- Alexandra de Hanovre (née en 1999)

## Anciens membres du personnel

### Professeurs
- Frédéric Grolleau (professeur de philosophie)
- Armand Lunel (professeur de philosophie)
- Paul Raulic (professeur d'anglais)

### Proviseurs
- Paul Raulic (1962-1968)

#### Principaux
- Site internet du lycée Albert-Ier
- Site officiel de Association des anciens élèves du lycée Albert-Ier